# Ukunda
Ukunda – nadmorskie miasto w Kenii, w hrabstwie Kwale. Liczy 77,7 tys. mieszkańców (2019). W pobliżu znajduje się Plaża Diani będąca główną atrakcją turystyczną w hrabstwie Kwale.  